# Partido Socialista Italiano (2007)
O Partido Socialista Italiano (em italiano: Partito Socialista Italiano, PSI) é um partido político de Itália.
Após a dissolução do histórico Partido Socialista Italiano, em 1994, diversos movimentos socialistas apareceram em Itália, e, em 2007, estes pequenos partidos fundiram-se para dar origem ao actual do Partido Socialista Italiano.
O PSI actual nunca conseguiu conquistar a dimensão do antigo PSI, sendo um pequeno partido com reduzida influência e um aliado firme do Partido Democrático, maior partido de centro-esquerda em Itália.
O PSI é um partido de centro-esquerda e de linha social-democrata, sendo membro do Partido Socialista Europeu e da Internacional Socialista.

## Resultados eleitorais

### Eleições legislativas

#### Câmara dos Deputados
| Data | Votos   | %         | +/- | Deputados | +/- | Status            | Aliança             |
| ---- | ------- | --------- | --- | --------- | --- | ----------------- | ------------------- |
| 2008 | 355 495 | 1,0 (9.º) |     | 0 / 630   |     | Extra-parlamentar |                     |
| 2013 | N/D     | N/D       |     | 4 / 630   | 4   | Governo           | Partido Democrático |

#### Senado
| Data | Votos   | %         | +/- | Deputados | +/- | Status            | Aliança             |
| ---- | ------- | --------- | --- | --------- | --- | ----------------- | ------------------- |
| 2008 | 285 802 | 0,9 (9.º) |     | 0 / 315   |     | Extra-parlamentar |                     |
| 2013 | N/D     | N/D       |     | 3 / 315   | 3   | Governo           | Partido Democrático |

### Eleições europeias
| Data | Votos   | %         | +/- | Deputados | +/-     | Aliança              |
| ---- | ------- | --------- | --- | --------- | ------- | -------------------- |
| 2009 | 957 822 | 3,1 (7.º) |     | 0 / 72    |         | Esquerda e Liberdade |
| 2014 | N/D     | N/D       |     | 0 / 73    | Estável | Partido Democrático  |